# Nymphon akanthochoeros
Nymphon akanthochoeros is een zeespin uit de familie Nymphonidae. De soort behoort tot het geslacht Nymphon. Nymphon akanthochoeros werd in 1995 voor het eerst wetenschappelijk beschreven door Bamber & Thurston. 